# 144
El 144 (CXLIV) fou un any de traspàs començat en dimarts del calendari julià.

## Esdeveniments
- Roma inicia una campanya militar a Mauritània.
- Construcció del mur d'Antoní, part dels limites romani.[1]
- Luci Hedius Rufus Lollianus Avitus i Titus Estalius Maximus esdevenen cònsols romans.[2]

## Necrològiques
- Polemó Antoni